# Gerard de Korte
Gerard Johannes Nicolaas de Korte (né à Vianen le 13 juin 1955) est un ecclésiastique catholique néerlandais. Depuis le 14 mai 2016, il est évêque du diocèse de Bois-le-Duc. Sa devise est Confidens in Christo.

## Biographie
Gerard de Korte est le plus jeune des trois enfants d'une famille dont le père est entrepreneur. Il est pieux depuis l'enfance, s'amusant même à faire le prêtre avec un autel de bois spécialement construit pour lui dans le grenier par l'un des menuisiers. En 1974, il obtient son diplôme de fin d'études secondaires du collège Alberdingk Thijm d'Hilversum. De 1974 à 1980, il étudie l'histoire à l'université d'Utrecht.
Au cours de cette période, Gerard de Korte s'intéresse de plus en plus à la foi et à l'histoire de l'Église. Après son diplôme, il étudie donc la théologie et obtient des certificats de grec et de latin. Il obtient son doctorat en 1980 et s'inscrit ensuite à l'université catholique de théologie d'Utrecht. En 1983, il entre au séminaire d'Utrecht et réussit son doctorat de troisième cycle de théologie en 1987. Il est ordonné diacre le 10 janvier 1987 par le cardinal Simonis et ordonné prêtre le 5 septembre 1987 par le cardinal Simonis en l'église Saint-Louis-de-Gonzague d'Utrecht. Il travaille comme jeune prêtre au séminaire (Ariënkonvikt) d'Utrecht, puis comme premier vicaire de la paroisse de la cathédrale Sainte-Catherine. De 1992 à 1999, il est recteur de l'Ariënkonvikt. Il est reçu à sa thèse de promotion en 1994, intitulée Pastorale de la réconciliation. Possibilités et limites de la théologie de la parole, en particulier d'Eduard Thurneysen, pour la pastorale catholique. En 1999, il est doyen de Salland qui fusionnera en 2005 avec le doyenné de Veluwe-Flevoland pour devenir le doyenné d'IJselland.
Le 11 avril 2001, Gerard de Korte est nommé par Jean-Paul II évêque auxiliaire de l'archidiocèse d'Utrecht et évêque titulaire (in partibus) de Césarée-en-Maurétanie (de). Le 2 juin 2001, Gerard de Korte est consacré évêque par le cardinal Simonis, assisté du cardinal Willebrands et de Mgr de Kok en la cathédrale Sainte-Catherine d'Utrecht. Ensuite il devient vicaire épiscopal du cardinal Simonis. Il s'investit en particulier pour le catéchisme qui est en crise aux Pays-Bas depuis les années 1970 et pour la liturgie qui est fortement contestée dans ce pays. Au sein de la conférence des évêques, il travaille pour la commission « Église et société. »
Le 18 juin 2008, le pape Benoît XVI nomme Mgr de Korte évêque diocésain du diocèse de Groningue-Leeuwarden, succédant à Mgr Eijk, devenu archevêque d'Utrecht. Mgr de Korte est installé à la cathédrale Saint-Joseph de Groningue le 13 septembre 2008. Parmi les concélébrants figuraient Mgr Eijk, le cardinal Simonis, le nonce apostolique Mgr François Bacqué et les chanoines du chapitre de la cathédrale de Groningue. Pendant son homélie, Mgr de Korte exprime sa solidarité œcuménique envers les croyants d'autres Églises, comme les protestants et les orthodoxes grecs. Le révérend Gerrit de Fijter, alors président de l'Église protestante des Pays-Bas, s'adresse à Mgr de Korte après son installation et l'appelle « frère ».
Au sein de la conférence des évêques, Mgr de Korte est resté responsable de la commission « Église et société ». Le 5 mars 2016, Gerard de Korte est nommé évêque de Bois-le-Duc, succédant à Mgr Antoon Hurkmans, qui a pris sa retraite pour des raisons de santé. Il est installé à la cathédrale de Bois-le-Duc le 14 mai suivant. Ce diocèse est caractérisé par l'effondrement de la pratique catholique et l'essor de l'athéisme et de l'islam.

## Controverses
Mgr de Korte, fidèle à la ligne de Mgr Eijk au début, s'en éloigne lorsque celui-ci décide inopinément de fermer le séminaire diocésain d'Utrecht (Ariënkonvikt) par manque de moyens financiers et par pénurie de recrues, ce que dénonce Gerard de Korte. En juin 2017, Mgr de Korte décide, à la demande d'une partie de ses fidèles et de son clergé, de mettre fin aux prières de clôture organisées à la cathédrale de Bois-le-Duc en faveur de la communauté LGBT à la fin de la journée de la marche annuelle des fiertés homosexuelles, lesbiennes, transgenres de Bois-le-Duc, ce qui est fortement critiqué par les organisations LGBT néerlandaises.